# Heinsberg
Heinsberg là thủ phủ huyện Heinsberg, bang Nordrhein-Westfalen, nước Đức. Đô thị Heinsberg có diện tích 92,14 km². Heinsberg nằm gần biên giới với Hà Lan, bên sông Wurm, cự ly khoảng 20 km về phía đông bắc Sittard và 30 km về phía tây nam Mönchengladbach.